# 唐舟
唐舟（？—？），字汝濟，廣東瓊州府瓊山縣人，明朝政治人物。官至江西僉事。

## 生平
建文四年（1402年）壬午科廣東鄉試，永樂元年（1403年）癸未科復廣東鄉試，皆為第二名舉人。永樂二年（1404年）甲申科三甲第八十五名進士。授江西新建縣知縣，擢江西按察司僉事，後謫衢州府通判。不久因事牽連，戍隆慶衛。
明仁宗即位，薦起為浙江道監察御史，巡按浙江，廉正清明，居官三十餘年，終其官，卒年八十二歲。

## 家族
有子唐亮。